# Bezławki
Bezławki (Duits: Bäslack) is een dorp in de Poolse woiwodschap Ermland-Mazurië. De plaats maakt deel uit van de gemeente Reszel en telt 122 inwoners.

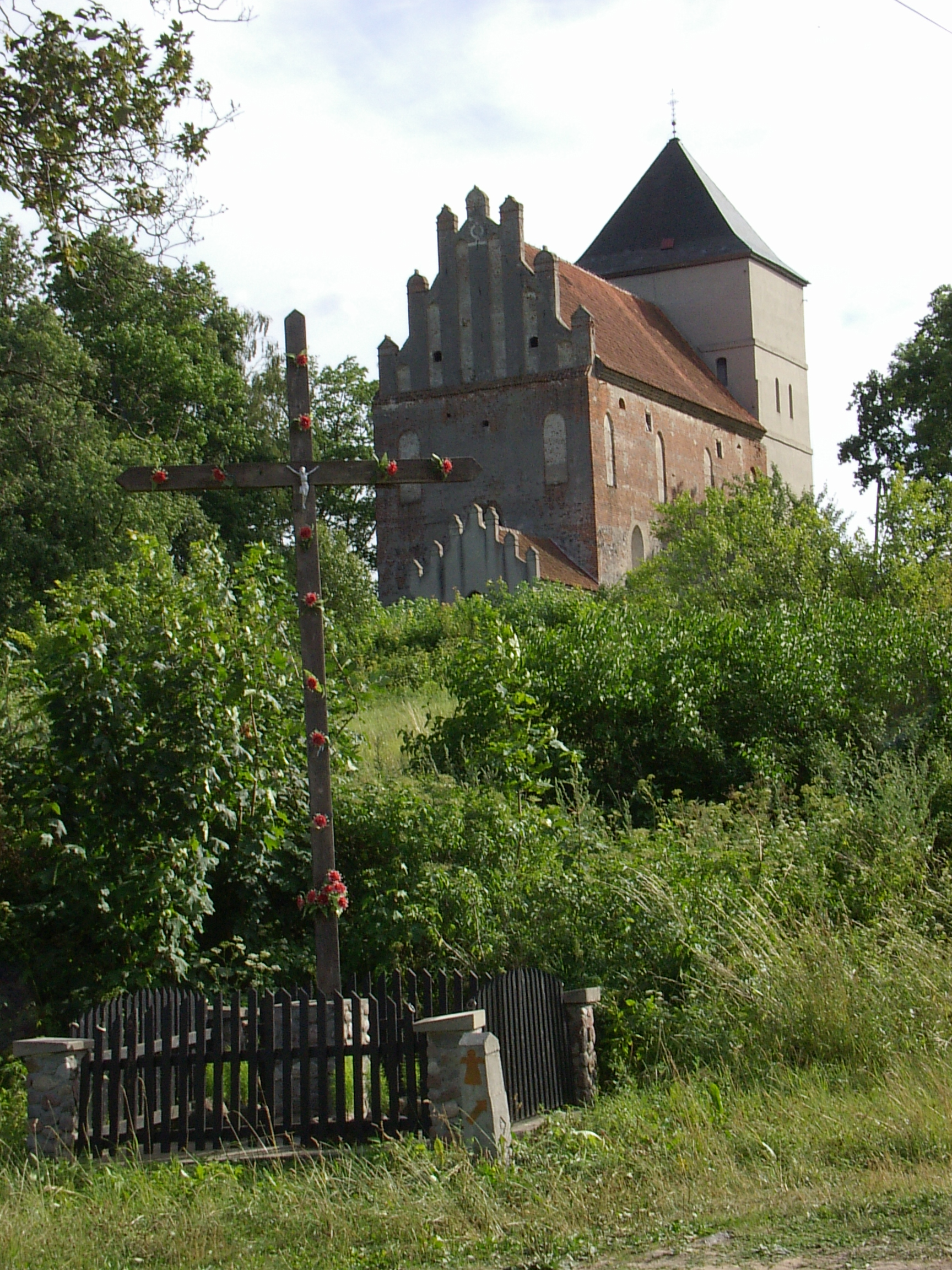
Bezławki